# Mario Aldo Montano
Mario Aldo Montano (ur. 1 maja 1948 w Livorno) – włoski szablista, trzykrotny medalista olimpijski i wielokrotny medalista mistrzostw świata.
Pochodzi z rodziny, z której wywodzi się kilku medalistów olimpijskich w szermierce. Jest synem Aldo, kuzynem Carlo, Mario Tullio i Tommaso oraz ojcem Aldo. 
Na igrzyskach olimpijskich w Monachium w 1972 roku wspólnie z Michele Maffeim, Rolando Rigolim, Cesare Salvadorim i Mario Tullio Montano zdobył drużynowo złoty medal. W turnieju indywidualnym odpadł w ćwierćfinałach. Podczas rozgrywanych cztery lata później igrzysk olimpijskich w Montrealu reprezentacja Włoch w składzie: Mario Aldo Montano, Mario Tullio Montano, Michele Maffei, Tommaso Montano i Angelo Arcidiacono zdobyła srebrny medal. W zawodach indywidualnych był piąty. Brał również udział w igrzyskach olimpijskich w Moskwie w 1980 roku, gdzie razem z Michele Maffeim, Ferdinando Meglio, Marco Romano i Giovannim Scalzo zdobył srebrny medal. W rywalizacji indywidualnej zajął tym razem 19. miejsce. 
Podczas mistrzostw świata w Wiedniu w 1971 wraz z kolegami z reprezentacji zdobył brązowy medal w zawodach drużynowych. W tej samej konkurencji zdobył też srebrne medale na mistrzostwach świata w Grenoble (1974) i mistrzostwach świata w Melbourne (1979) oraz kolejne brązowe na mistrzostwach świata w Göteborgu (1973) i mistrzostwach świata w Hamburgu (1978). Ponadto zdobywał indywidualnie złote medale na mistrzostwach świata w Göteborgu (1973), mistrzostwach świata w Grenoble (1974).